# Ramón Marcos
Ramón Marcos Allo (Burgos, 1969) es un abogado y expolítico español. Diputado autonómico en Madrid por Unión Progreso y Democracia (UPyD) desde 2011 hasta 2015.

## Biografía
Nacido en Burgos en 1969, es licenciado en Derecho por la Universidad de Valladolid y Executive Máster en Gestión Pública por el Instituto de Empresa. Desde 1997 es letrado de la Administración de la Seguridad Social. Entre 1999 y 2006, trabajó como letrado de la Seguridad Social en el Servicio Jurídico de la Seguridad Social del Instituto Nacional de la Seguridad Social y TGSS, en Barcelona pasando a ejercer como letrado Jefe del Servicio Jurídico de la Seguridad Social en Guadalajara entre 2006 y 2008. Ese año se trasladó a Madrid, pasando al Servicio Jurídico Delegado Central de la Seguridad Social en el Instituto Social de la Marina.
Militó en el PSC, siendo miembro de la ejecutiva de la agrupación del Ensanche de Barcelona y del Consejo de la Federación de Barcelona. Tras la creación del tripartito catalán fue uno de los creadores de la corriente interna Socialistas en Positivo, contraria a la deriva catalanista del PSC y muy crítica con el Estatuto de autonomía de 2006. Finalmente abandona el PSC junto a varios miembros de la citada corriente, militando muy brevemente, entre marzo y junio de 2007, en Cs. Posteriormente colabora con la Plataforma Pro, siendo uno de los fundadores de Unión Progreso y Democracia. En las elecciones generales de 2008 figuró como número 3 por la lista de Madrid, y en las elecciones autonómicas de 2011 es elegido diputado en la Asamblea de Madrid.
Es miembro del Consejo de Dirección de UPyD, miembro del Consejo Político y colabora en el grupo de Asesoría e Iniciativa Parlamentaria. También ha sido Coordinador Territorial en Madrid.
Fue diputado y portavoz adjunto del Grupo Parlamentario de Unión Progreso y Democracia en la Asamblea de Madrid en la IX Legislatura donde también ejerció como portavoz en la Comisión de Educación y Empleo, y en la Comisión de Estatuto de Autonomía, Reglamento y Estatuto del Diputado. Fue portavoz en la Comisión de estudio sobre competencias duplicadas entre ayuntamientos y Comunidad de Madrid para mejorar la eficiencia en la prestación de servicios públicos.
Tras los malos resultados en las elecciones Autonómicas de 2015, a las que él concurría como cabeza de lista de UPyD y en las que la formación perdió su representación en la Asamblea de Madrid, anunció abandonaría la política para volver a su puesto de letrado de la Seguridad Social.